# Henry Howard, 13:e hertig av Norfolk
Henry Howard, 13:e hertig av Norfolk, född 12 augusti 1791 död 1856, var son till Bernard Howard, 12:e hertig av Norfolk (1765-1842) och Lady Elizabeth Belasyse (1770-1819).
Hertig av Norfolk och Earl Marshal av England från 1842. Riddare av Strumpebandsorden från 1834.
Gift 1814 med Lady Charlotte Leveson-Gower (1788-1870), dotter till George Granville Leveson-Gower, 1:e hertig av Sutherland.

## Barn
- Henry Fitzalan-Howard, 14:e hertig av Norfolk (1815-1860) gift 1839 med Augusta Lyons (1821-1886)
- Edward George, Baron Howard of Glossop (1819-1883); gift 1:o 1851 med Augusta Talbot (d. 1862); gift 2:o 1863 med Winifred de Lisle (d. 1909)
- Lady Mary Charlotte (1822-1897); gift 1849 med Thomas Henry Foley, 4:e lord Foley (1808-1869)
- Lord Bernard Thomas (1825-1846)
- Lady Adeliza Matilda (1829-1904); gift 1855 med lord George John Manners (1820-1874)